# Acacia parvipinnula
Acacia parvipinnula é uma espécie de leguminosa do gênero Acacia, pertencente à família Fabaceae.